# 1231
[[Категорија: 1231
.| ]]
Година 1231 (MCCXXXI) била је проста година која је почела у среду.

## Догађаји
- Википедија:Непознат датум — Папа Гргур IX поверио је инквизиторске поступке просјачким редовима.
- Википедија:Непознат датум — Цар Фридрих II је разрешен екскомуникације и сазива сабор у Равени.
- Википедија:Непознат датум — Гргур IX присилио је Фридриха II на свргавање сполетског војводе Риналда од Урслингена. Након смрти Фридриха II 1250. године то ће војводство дефинитивно прећи под папску власт.
- Википедија:Непознат датум — У Сицилијанском Краљевству Фридрих II, инспирисан краљевским апсолутизмом и наоружан чврстом бирократијом плаћених намештеника Конституцијама из Мелфа, утемељио је централистичку државу. И Црква је у фискалним и правним питањима подвргнута државном надзору. Одузета јој је јурисдикција над поданицима краљевства, забрањено јој је куповање поседа и обећано јој је да се може обратити Риму само у верским питањима.
- Википедија:Непознат датум — Фридрих II даје Померанију у феуд маркгрофовима Бранденбурга.
- Википедија:Непознат датум — Поред малолетног Балдуина II за латинског цара изабран је стари Јован Бријен, насловни краљ Јерусалима.
- Википедија:Непознат датум — Монголске снаге су из Манџурије напале и заузеле Кореју.

## Смрти

### Јун
- 13. јун — Свети Антун Падовански, католички свештеник и фратар фрањевачког реда (*1195)